# Bolu

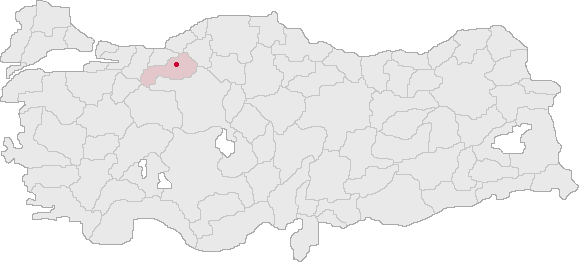
Współczesna turecka prowincja Bolu

Bolu (gr. Βιθύνιον, łac. Bithynium) – miasto w prowincji Bolu w Turcji, w górach Pontyjskich, nad rzeką Devrek. Leży w odległości około 32 km od jeziora Abant. 
W mieście rozwinął się przemysł wełniarski, rolno-spożywczy oraz drzewny.
Według danych na rok 2008 miasto zamieszkiwało 120 001 osób, a całą prowincję ok. 268 882 osób. Gęstość zaludnienia w prowincji w roku 2000 wynosiła ok. 27 osób na km².

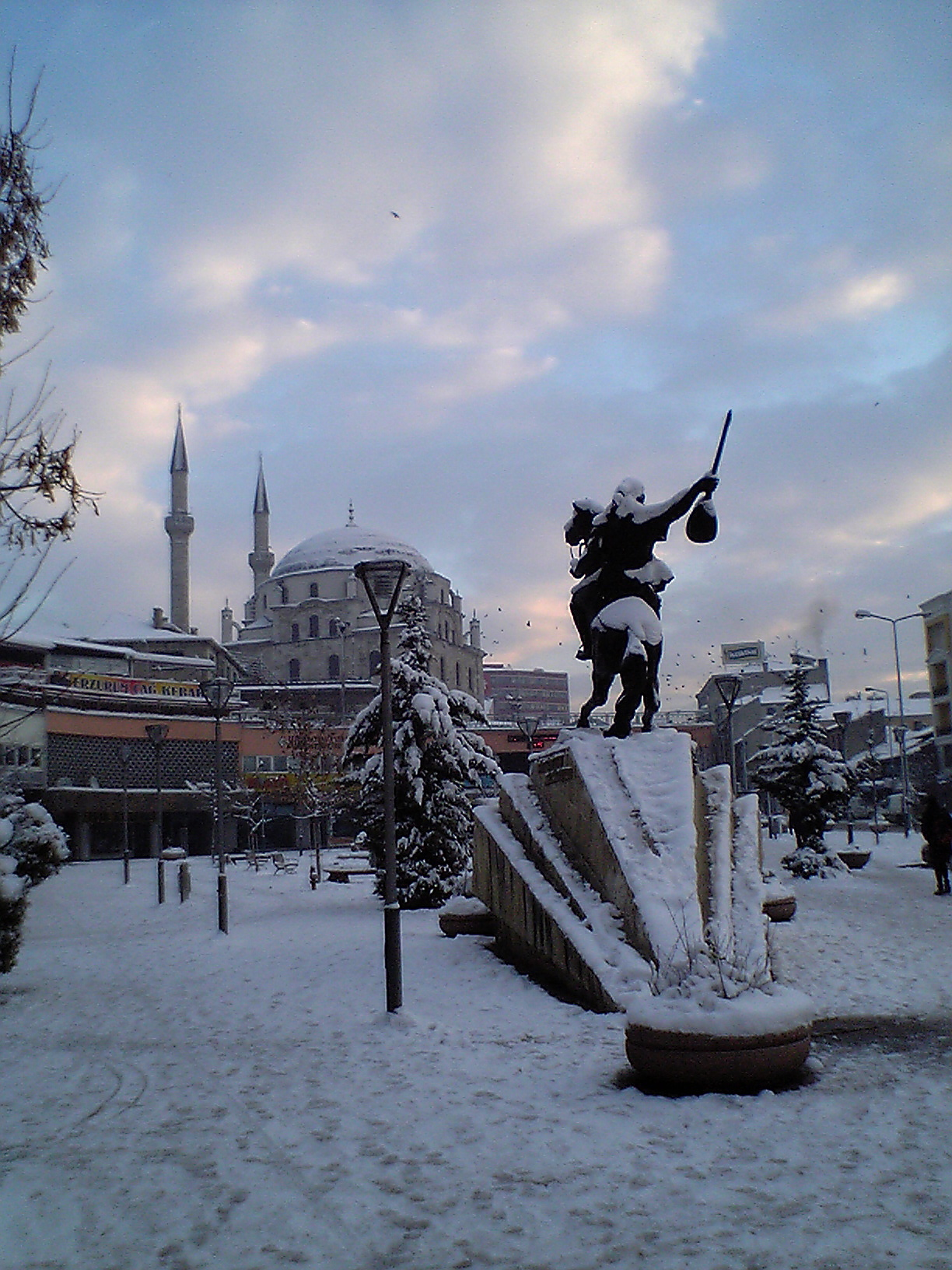
Plac Główny w Bolu